# Carol al XV-lea al Suediei
Carol al XV-lea (Carl Ludvig Eugen), (n. 3 mai 1826, Stockholm, Suedia-Norvegia – d. 18 septembrie 1872, Malmö, Malmöhus⁠(d), Suedia) a fost rege al Suediei (sub numele de Carol al XV-lea) și rege al Norvegiei (sub numele de Carol al IV-lea) din 1859 până la moartea sa.

## Biografie
S-a născut la Palatul Stockholm din Stockholm și la naștere a primit titlul de Duce de Skåne. A fost fiul cel mare al regelui Oscar I al Suediei și al reginei Josephine de Leuchtenberg. Prințul moștenitor a fost o scurtă perioadă de timp prim-ministru al Norvegiei în 1856 și 1857. A devenit regent la 25 septembrie 1857 și rege la moartea tatălui său la 8 iulie 1859. Ca nepot al Augustei de Bavaria, era descendent al regilor Gustav I al Suediei și Carol al IX-lea al Suediei.
La 19 iunie 1850 s-a căsătorit la Stockholm cu Prințesa Louise a Olandei, nepoata regelui William al II-lea al Olandei prin tatăl ei, Prințul Frederick al Olandei și nepoata regelui William I al Prusiei prin mama sa, Prințesa Louise a Prusiei. Prințesa Louise a fost îndrăgostită de soțul ei în timp ce Carol a preferat alte femei. Printre metresele sale sunt incluse actrițele Hanna Styrell și Elise Jakobsson-Hwasser (mai târziu cea mai cunoscută actriță din Suedia din timpul domniei sale). În schimb, relația cu singura sa fiică, Lovisa, a fost caldă și apropiată.
Ca Prinț moștenitor, Carol cu toate că avea un mod brusc de a conduce, s-a dovedit a fi unul dintre cei mai populari regi scandinavi. Domnia sa a fost remarcabilă prin mulțimea și anvergura reformelor. El a declarat libertatea femeilor acordând dreptul legal de maturitate pentru femeile necăsătorite în 1858. Sora sa, Prințesa Eugenie a Suediei a devenit prima femeie care a fost declarată matură.
A murit la Malmö la 18 septembrie 1872. A fost urmat atât la tronul Suediei cât și al Norvegiei de fratele său mai mic, Oscar al II-lea al Suediei.
| Carol al XV-lea al Suediei Casa de BernadotteNaștere: 3 mai 1826 Deces: 18 septembrie 1872 |                                 |                                              |
| Titluri regale                                                                             |                                 |                                              |
| Predecesor: Oscar I                                                                        | Rege al Suediei 1859-1872       | Succesor: Oscar II                           |
| Predecesor: Oscar I                                                                        | Rege al Norvegiei 1859-1872     | Succesor: Oscar II                           |
| Titluri nobiliare                                                                          |                                 |                                              |
| Titlu nou                                                                                  | Duce de Skåne 1826-1859         | VacantUrmătorul titlu deținut deGustav Adolf |
| Funcții politice                                                                           |                                 |                                              |
| Predecesor: Severin Løvenskiold                                                            | Prim Ministru al Norvegiei 1856 | Succesor: Jørgen Herman Vogt                 |
| Predecesor: Jørgen Herman Vogt                                                             | Prim Ministru al Norvegiei 1857 | Succesor: Jørgen Herman Vogt                 |

1. ↑  RKDartists, accesat în 2 martie 2018
2. ↑  IdRef, accesat în 10 mai 2020